# Brie-sous-Barbezieux
Brie-sous-Barbezieux település Franciaországban, Charente megyében. Lakosainak száma 111 fő (2022. január 1.). Brie-sous-Barbezieux Berneuil, Bessac, Challignac, Poullignac és Saint-Aulais-la-Chapelle községekkel határos.

## Népesség
A település népessége az elmúlt években az alábbi módon változott:
| Lakosok száma | 156  | 146  | 124  | 114  | 117  | 122  | 130  | 132  | 128  | 111  |
|               | 1968 | 1982 | 1999 | 2006 | 2011 | 2015 | 2017 | 2018 | 2020 | 2022 |